# Philippe Bellay
Pour les articles homonymes, voir Bellay.
Philippe Bellay est un acteur et adaptateur français. Notamment actif dans le doublage, il a été la voix française du personnage d'Arthur Weasley dans la série de films Harry Potter et a doublé à plusieurs reprises des acteurs tels que William H. Macy ou Tony Shalhoub.

## Filmographie

### Cinéma
- 1973 : Le Dingue : rôle inconnu
- 1986 : Les Frères Pétard : rôle inconnu
- 1986 : Sarraounia : rôle inconnu

### Télévision
- 1985 : Pitié pour les rats : un inspecteur
- 1985 : Les Cinq Dernières Minutes : Tilt de Jean-Pierre Desagnat
- 1987 : Le Gerfaut : le Comte de Châteaugiron

## Doublage

### Cinéma

#### Films
- Mark Williams dans :
  - Harry Potter et la Chambre des secrets (2002) : Arthur Weasley
  - Harry Potter et le Prisonnier d'Azkaban (2004) : Arthur Weasley
  - Harry Potter et la Coupe de feu (2005) : Arthur Weasley
  - Harry Potter et l'Ordre du phénix (2007) : Arthur Weasley
  - Harry Potter et le Prince de sang-mêlé (2009) : Arthur Weasley
  - Harry Potter et les Reliques de la Mort, première partie (2010) : Arthur Weasley
  - Harry Potter et les Reliques de la Mort, deuxième partie (2011) : Arthur Weasley

- Frederick Stafford dans :
  - Furia à Bahia pour OSS 117 (1965) : Hubert Bonisseur de La Bath alias OSS 117
  - Atout cœur à Tokyo pour OSS 117 (1966) : Hubert Bonisseur de La Bath alias OSS 117

- William H. Macy dans :
  - Mystery Men (1999) : la Pelle / Eddie
  - Jurassic Park 3 (2001) : Paul Kirby

- Tony Shalhoub dans :
  - Galaxy Quest (1999) : Fred Kwan / Sergent Chen
  - 13 fantômes (2001) : Arthur Kriticos

- 1958 : La Revanche de Frankenstein : Karl (Michael Gwynn) (2e doublage)
- 1970 : Hercule à New York : Hercule (Arnold Schwarzenegger)
- 1974[1] : Dark Star : Doolittle (Brian Narelle)
- 1976 : Bienvenue à Los Angeles : Ken Hood (Harvey Keitel)
- 1977 : Bande de flics : Harold Bloomguard (James Woods)
- 1978 : La Grande Menace : Townley (Derek Jacobi) (1er doublage)
- 1982 : Lookin' to Get Out : Alex Kovac (Jon Voight)
- 1983 : Retour vers l'enfer : Kevin Scott (Patrick Swayze)
- 1983 : Bianca : Michele Apicella (Nanni Moretti)
- 1984 : Orphelins à louer : Warren Fitzpatrick (Martin Mull)
- 1985 : Wanda's Café : Coop (Keith Carradine)
- 1985 : Comment claquer un million de dollars par jour : Morty King (Rick Moranis)
- 1985 : Les Oies sauvages 2 : Hourigan (Derek Thompson)
- 1986 : La Vénitienne : Jules (Jason Connery)
- 1986 : Biggles : Algy (Michael Siberry)
- 1987 : Evil Dead 2 : Ash Williams (Bruce Campbell)
- 1987 : Project X : Jimmy Garrett (Matthew Broderick)
- 1988 : Les Clowns tueurs venus d'ailleurs : Dave Hanson (John Allen Nelson) (1er doublage)
- 1992 : Arrête ou ma mère va tirer ! : Parnell (Roger Rees)
- 1993 : Made in America : Dwayne (Shawn Levy)
- 1995 : L'Ultime Souper : le machiste (Mark Harmon)
- 1996 : Peur primale : Abel Stenner (Joe Spano)
- 1998 : Négociateur : Nate (Paul Guilfoyle)
- 1999 : The Basket : Martin Conlon (Peter Coyote)
- 2001 : Mortelle Saint-Valentin : Leon Vaughn (Fulvio Cecere)
- 2001 : A.I. Intelligence artificielle : Mr. Williamson (John Prosky)
- 2002 : Gros contrat pour petits flingues : Roger Deschamps (Shawn Lawrence)
- 2002 : Minority Report : Howard Marks (Arye Gross)
- 2009 : District 9 : James Hope (Jed Brophy)
- 2010 : Solitary Man : Steve Heller (Richard Schiff)
- 2011 : J. Edgar : Albert S. Osborne (Denis O'Hare)

#### Films d'animation
- 1982 : Princesse Millenium : Daisuke Yamori
- 1993 : Blanche Neige et le Château hanté : le Prince

### Télévision

#### Téléfilms
- 2003 : À la recherche de John Christmas : Dr Merkatz (David Calderisi)
- 2008 : Céline : René Angelil (Enrico Colantoni)

#### Séries télévisées
- Richard Schiff dans :
  - À la Maison-Blanche (1999-2006) : Toby Ziegler
  - US Marshals : Protection de témoins (2008) : Samuel Garfinkel
  - FBI : Duo très spécial (2010) : Andrew Stanzler
  - Criminal Minds: Suspect Behavior (2011) : Jack Fickler
  - NCIS : Enquêtes spéciales (2012) : Harper Dearing

- Michael Emerson dans :
  - The Practice : Bobby Donnell et Associés (2001) : William Hinks
  - X-Files : Aux frontières du réel (2002) : Oliver Martin

- Kevin Dunn dans :
  - Sept à la maison (2004-2006) : Terry Hardwick
  - New York, section criminelle (2006) : Inspecteur Carson Laird

- 1971-1972 : Spectreman : Takashi « Otto » Ota (Kazuo Arai)
- 1981-1986 : Capitaine Furillo : Joe Coffey (Ed Marinaro (en))
- 1984-2006 : Hôpital central : Anthony « Tony » Jones (Brad Maule)
- 1985-1993 : Cheers : Woody Boyd (Woody Harrelson)
- 1985-1994 : Nord et Sud : Stanley Hazard (Jonathan Frakes)
- 1988-2002 : La Brigade du courage : John Hallam (Sean Blowers)
- 1994-1995 : Models Inc. : Ben Singer (Lonny Schuyler)
- 1997 : X-Files : Aux frontières du réel : Dr Simon Bruin (Bob Morrissey) / Dr Larry Steen (Robert Thurston)
- 1998-1999 : Oz : Karl Metzger (Bill Fagerbakke)
- 1998-2001 : Stingers : Bill Hollister (Nicholas Bell)
- 1999 : JAG : George Decker (Sean Masterson)
- 2001 : Preuve à l'appui : Père Bruno (Robert Picardo)
- 2001-2002 : Les Années campus : Hal Karp (Loudon Wainwright III)
- 2002 : Roswell : Major Carlson (Woody Brown)
- 2004 : Urgences : Arnie Nadler (Richard Kline)
- 2005 : New York 911 : Alexander Sapp (Sal Mistretta)
- 2006 : Shark : le juge Morton (George Wyner)
- 2006 : Stargate SG-1 : Chapman (Andy Maton)
- 2007 : New York, section criminelle : le chef Bradshaw (Neal Jones)
- 2007 : Close to Home : Juste Cause : le juge Miliken (Paul Messinger)
- 2007-2008 : Moonlight : Richard Haggans (Richard Cox) / Levi (Quincy Newton) / le père (Tom Ohmer)
- 2008-2013 : True Blood : Kevin Ellis (John Rezig)
- 2009 : FBI : Portés disparus : Stephen Riley (John Short)
- 2009 : Nip/Tuck : Garth McCloud (Todd Waring)
- 2011 : The Hour : Clarence Fendley (Anton Lesser)
- 2012 : Revenge : Satoshi Takeda (Cary-Hiroyuki Tagawa)

#### Séries d'animation
- 1972-1973[n 1] : Meg, la sorcière (en) : voix additionnelles
- 1979-1980[n 2] : King Arthur : voix additionnelles
- 1980-1981[n 3] : Ashita no Joe : Joe Yabuki (en)
- 1982[n 4] : Sandy Jonquille : divers rôles (épisodes 25 et 38)
- 1986 : MASK : Bruce Sato (voix de remplacement)
- 1987[n 3] : Gozura (en) : le papa
- 1994 : The Cockpit : Hartmann, Nagame et le supérieur de Erhardt (OAV)
- 1997-1999 : Le Royaume des couleurs : Nicorico
- 1998 : Godzilla, la série : voix additionnelles
- 1998-2000 : Blue Submarine n°6 : Tokuhiro Iga (OAV)
- 1999-2000 : Sabrina : l'oncle Quigley
- 2000-2006[n 5] : Pucca : Tobe
- 2005 : Teen Titans : Les Jeunes Titans : le général Immortus (épisode 54)
- 2009-2012 : Marsupilami : Tapavumonplumo (création de voix, saisons 3 et 4)

### Jeux vidéo
- 2007 : Harry Potter et l'Ordre du phénix : Arthur Weasley

### Disques
- Après la pluie, le beau temps - D'après la Comtesse de Ségur

## Adaptation
Source : Planète Jeunesse
- 1974-1975 : Meg, la sorcière (en)
- 1979-1980 : Ultraman II : Les Nouvelles Aventures (en)
- 1983-1995 : Amoureusement vôtre
- 1988-1989 : Liveman